# Pristaulacus fulvus
Pristaulacus fulvus är en stekelart som först beskrevs av Turner 1918.  Pristaulacus fulvus ingår i släktet Pristaulacus och familjen vedlarvsteklar. Inga underarter finns listade i Catalogue of Life.